# Maurus Verzich
Maurus Alois Verzich (17. prosince 1911 Kostomlátky – 27. srpna 1992 Florencie) byl v letech 1946–1969 opatem kláštera benediktinů v Praze na Slovanech (v Emauzích). Od roku 1948 pobýval v exilu v Itálii.

## Život
Narodil se v Kostomlátkách (fara Kostomlaty nad Labem) v dělnické rodině Václava a Kateřiny Verzichových. Ačkoliv jeho maminka zemřela až po roce 1950, prožil své dětství v sirotčinci.
Vstoupil do juvenátu Emauzského kláštera v Praze a zároveň studoval na Arcibiskupském gymnáziu v Praze. Po ukončení studia (maturoval roku 1932) přijal jakožto novic řádové jméno Maurus a dne 15. srpna 1933 složil věčné sliby.
Spolu s P. Anastázem J. Opaskem, OSB – pozdějším arciopatem na Břevnově, s nímž se po celý zbytek života přátelil, studoval u Svatého Anselma v Římě na Aventinu (byl jedním z nejlepších žáků tomistického filozofa P. Josefa Gredta OSB). Dne 18. září 1938 byl v Emauzích papežským internunciem Msgre Saverio Ritterem vysvěcen na kněze.
V roce 1942, kdy došlo ke zrušení emauzského kláštera, přijal místo zámeckého kaplana na zámku Boskovice u hraběte Mensdorff-Pouilly. Zde se kromě výchovy dětí věnoval také studiu.
Po poválečné obnově komunity v Emauzích byl dne 24. června 1946 zvolen jejím novým opatem (opatská benedikce, kterou vykonal dne 28. července 1946 papežský internuncius Saverio Ritter, se ale uskutečnila v břevnovském klášteře, neboť emauzský klášter se se stále nacházel v troskách). Podílel se na vzniku Slovanské benediktinské kongregace sv. Vojtěcha, sdružující benediktinské kláštery v Čechách a na Moravě, jejíž se stal prvním předsedou (abdikoval v roce 1969).
V roce 1948 se stal spolu s dalšími osobami jako například P. Josefem Zvěřinou a P. Anastázem J. Opaskem OSB členem „Poradního sboru liturgického apoštolátu“, který byl ustanoven kardinálem Beranem
Ještě před únorovým převratem v roce 1948 odešel do exilu do Itálie, neboť předpokládal, že mnichy neočekává v Československu nic dobrého. Do roku 1965 žil v bývalém opatství Sassovivo, odkud se přemístil do Norcie, kde v budovách bývalého kláštera kapucínů Santa Maria delle Grazie usadil malou komunitu původem českých benediktinů. Účastnil se všech zasedání 2. vatikánského koncilu.
V roce 1969 nuceně rezignoval na své funkce představeného v Norcii. Přesídlil do Kláštera sv. Pavla za hradbami v Římě. Roku 1973 se stal prelátem Vojenského a špitálního řádu sv. Lazara Jeruzalémského, a vykonával funkci řádového kaplana pro rytíře v exilu. Později odešel do Florencie k benediktinům-olivetánům, a zde v roce 1992 zemřel a byl pohřben.
Benediktinům z Norcie se začátkem 90. let 20. století podařilo obnovit komunitu v Emauzském klášteře v Praze. Jeho obnova však byla již dílem převorů-administrátorů P. Cyrila Stavěla OSB a zejména P. Vojtěcha Engelharta OSB, opat Maurus Verzich OSB se na ní přímo nepodílel.